# Tzekinne
Tzekinne (ili Stone-house people,/= people of the rocks/), ime za jednu skupinu Indijanaca dijelom apačkog a dijelom pimanskog porijekla, potomaka cliff-dwelling-Sobaipurija, koje su početkon 19. stoljeća Apači protjerali iz Arivaipa kanjona u zemlju Pima Indijanaca. 
Dio ih se pod imenom Tzekinne, prema Bourkeu, očuvao kao klan ili banda među White Mountain Apačima